# Alpheus anchistus
Alpheus anchistus is een garnalensoort uit de familie van de Alpheidae. De wetenschappelijke naam van de soort is voor het eerst geldig gepubliceerd in 1920 door De Man.